# Les Granges
Les Granges település Franciaországban, Aube megyében. Lakosainak száma 80 fő (2022. január 1.). Les Granges Cussangy, Turgy és Vanlay községekkel határos.

## Népesség
A település népességének változása:
| Lakosok száma | 101  | 83   | 71   | 78   | 80   | 77   | 75   | 79   | 81   | 80   |
|               | 1968 | 1982 | 1990 | 2006 | 2013 | 2015 | 2017 | 2019 | 2020 | 2022 |